# Exposición Internacional de Nueva Orleans (1984)

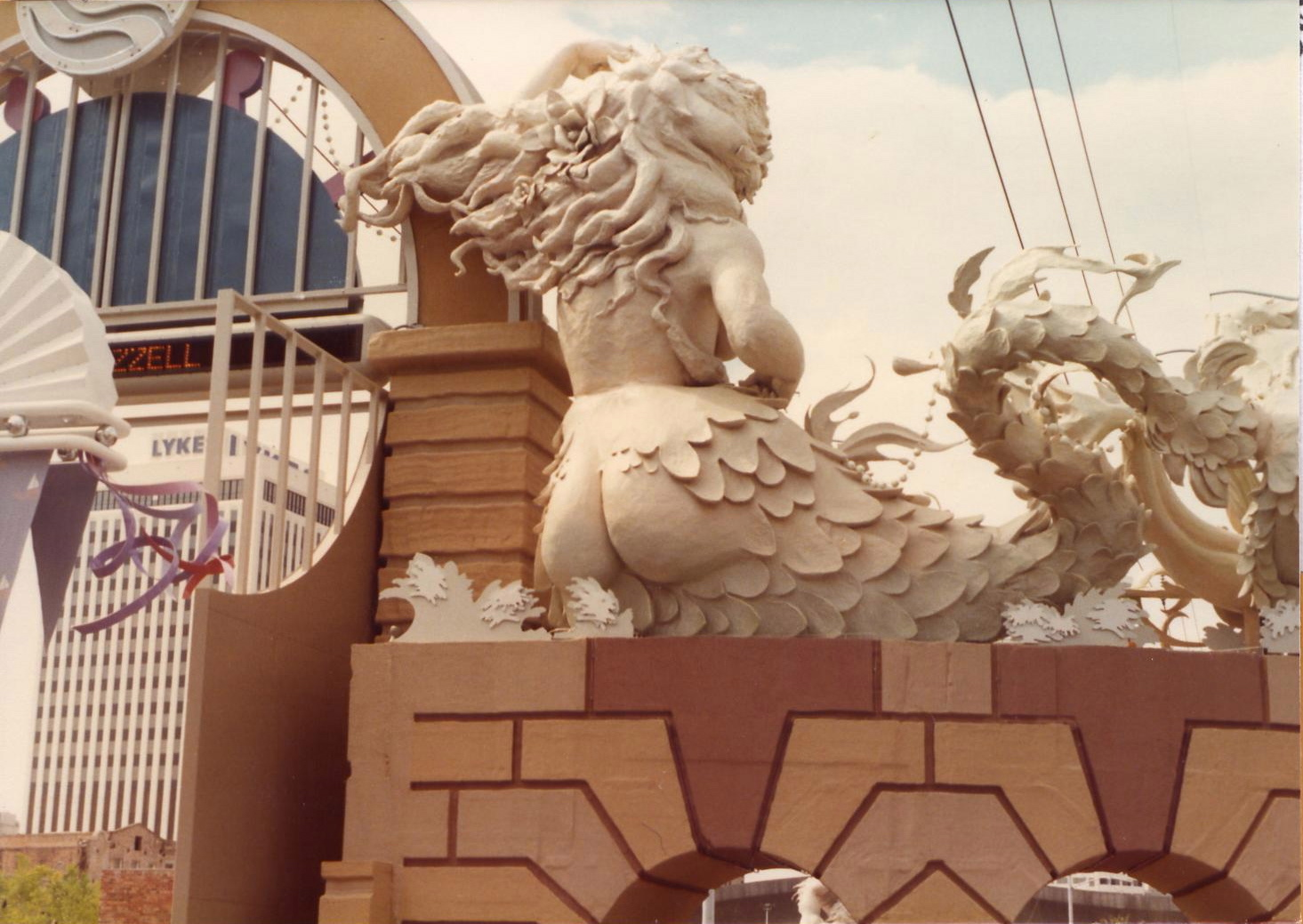
Detalle de la Exposición.

La Exposición Especializada de Nueva Orelans de 1984 fue regulada por la Oficina Internacional de Exposiciones y tuvo lugar del 12 de mayo al 11 de noviembre de dicho año en la ciudad estadounidense de Nueva Orleans. Esta exposición especializada tuvo como tema "el mundo de los ríos - El agua dulce, un seguro de vida". Participaron 26 países de forma oficial, y 69 países de forma no oficial. La exposición recibió la visita de 7.335.279 personas. La candidatura de la muestra se presentó en abril de 1981.

## Países participantes
| Países                    | Países      | Países        | Países              |
| Asia                      | Asia        | Asia          | Asia                |
| ------------------------- | ----------- | ------------- | ------------------- |
| China                     | Filipinas   | Japón         | Corea del Sur       |
| África                    |             |               |                     |
| Egipto                    | Liberia     |               |                     |
| Europa                    |             |               |                     |
| Bélgica                   | Dinamarca   | Francia       | Alemania Occidental |
| Grecia                    | Italia      | Irlanda       | Luxemburgo          |
| Países Bajos              | Reino Unido | Santa Sede    |                     |
| América                   |             |               |                     |
| Canadá                    | CARICOM     | Perú          | Estados Unidos      |
| Oceanía                   |             |               |                     |
| Australia                 |             |               |                     |
| Estados/Regiones/Ciudades |             |               |                     |
| Luisiana                  |             |               |                     |
| Empresas                  |             |               |                     |
| Chrysler                  | Conergy     | Union Pacific |                     |